# Furka-Oberalp-Bahn
Furka-Oberalp-Bahn (zkratka FO) byla úzkorozchodná železniční společnost ve Švýcarsku. K 1. lednu 2003 se sloučila s BVZ Zermatt-Bahn a fúzí vznikla Matterhorn Gotthard Bahn (MGB), která provozuje tratě FO i BVZ, obě s metrovým rozchodem kolejí. Hlavní trať FO, dlouhá 97 kilometrů, spojuje kantony Graubünden, Uri a Wallis. Původně překonávala průsmyky Furkapass a Oberalppass, díky tomu však mohla být v provozu pouze v létě. Trasa přes průsmyk Oberalp byla pro provoz i v zimním období podrobena úpravám a průsmyk Furka je od roku 1982 překonáván pomocí stejnojmenného úpatního tunelu. Téměř čtyři kilometry dlouhá Schöllenenská dráha je odbočka spojující Göschenen na Gotthardské dráze s hlavní tratí FO v Andermattu.
Všechny tratě bývalé společnosti používají rozchod 1000 mm, a jsou elektrifikovány střídavou soustavou 11 kV 16,7 Hz. Maximální stoupání tratě je v adhezních úsecích 40 ‰, v ozubnicových úsecích 110/179 ‰; na trati se používá Abtův systém ozubnice.

## Založení a stavba trati Brig – Disentis/Mustér

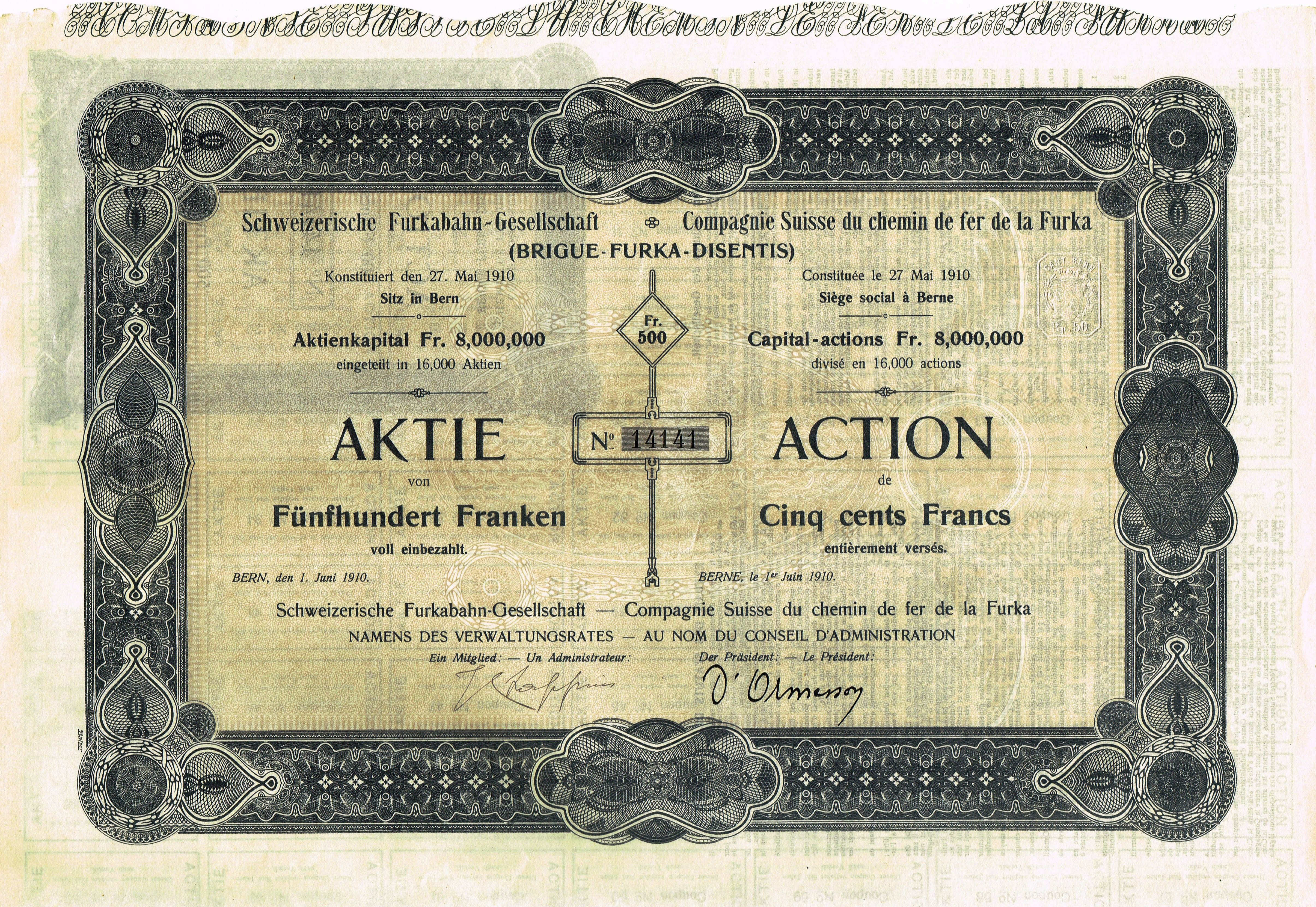
Původní akcie Compagnie Suisse du Chemin de fer de la Furka

Hlavní trať, dosahující v ozubnicových úsecích až 110 promile, vede z Disentisu (kanton Graubünden), kde se napojuje na Rhétskou dráhu (RhB), přes Oberalpský průsmyk do Andermattu (kanton Uri) a dále přes úpatní tunel Furka a Goms do Brigu (kantonu Wallis). V Brigu existuje od roku 1930 napojení FO na trať Brig-Visp-Zermatt-Bahn (BVZ), která umožňuje průjezd do Zermattu. Slavný Glacier Express jezdí po trase obou nyní sloučených železničních společností ve spolupráci s RhB již od roku 1930.
Stavbu trati zahájila v roce 1911 společnost Compagnie Suisse du Chemin de fer de la Furka (Brig – Furka – Disentis, zkratka BFD). Společnost byla založena převážně na francouzském kapitálu a oproti původním plánům chtěli finančníci, aby byla železnice postavena s pomocí ozubnicového systému Hanscotte, podobného systému Fell. Proto má první úsek Brig–Oberwald sklon pouze do 90 ‰. Díky koncesním předpisům spolkových úřadů však byla trať nakonec vybavena systémem Abt.
Dne 30. června 1914 byl slavnostně otevřen úsek z Brigu do stanice Gletsch, ale kvůli přepracování došlo k oficiálnímu slavnostnímu ceremoniálu až v roce 1915 a k zahájení provozu do Oberwaldu 4. června 1915.

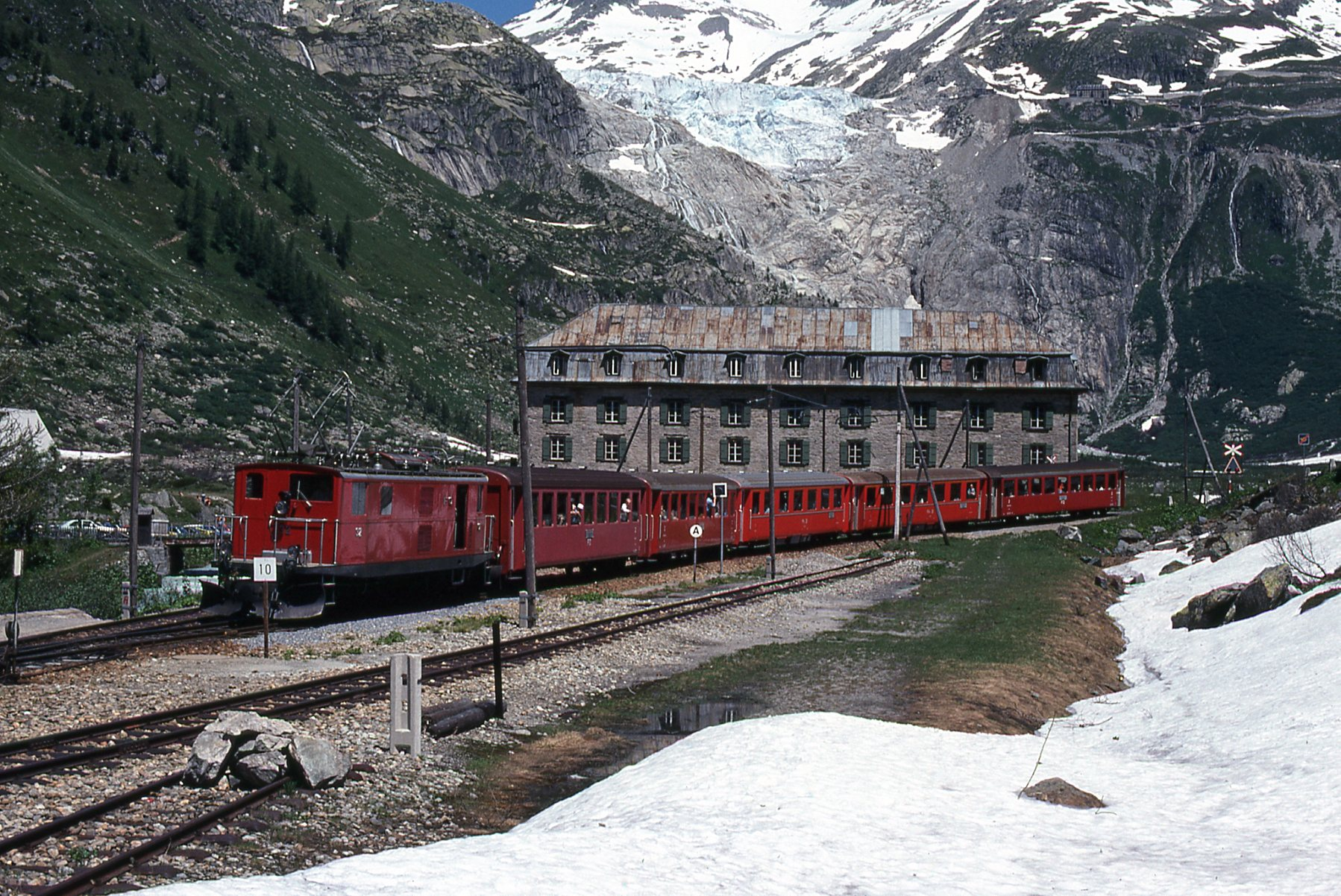
Osobní vlak FO ve stanici Gletsch (1980)

Po vypuknutí první světové války francouzský kapitál přestal proudit a italští stavební dělníci se vrátili domů. Přestože se podařilo prorazit vrcholový tunel Furka, stavební práce musely být v červenci 1916 zcela zastaveny a provoz se podařilo udržet jen díky finanční pomoci veřejnosti. Nakonec 12. prosince 1923 Spolkový soud na společnost uvalil nucenou likvidaci. Kantonům a sousedním železnicím se podařilo získat zařízení v likvidačním řízení za 1,75 milionu švýcarských franků a 17. dubna 1925 založily společnost Furka-Oberalp-Bahn (FO). Vzhledem k hospodářskému a strategickému významu železnice se Švýcarská konfederace spolkovým dekretem z 23. května 1925 podílela na základním kapitálu a poskytla také půjčky v celkové výši 3,35 milionu franků. To umožnilo dokončit trať a 4. července 1926 mohl být zahájen pravidelný provoz.
Pro zimní provoz v úsecích Brig–Oberwald a Disentis–Sedrun zakoupila FO v letech 1927/28 ve Schweizerische Lokomotiv- und Maschinenfabrik (SLM) dva dvounápravové benzinové motorové vozy, označené BCm 21 a 22. Vážily 20 tun a na rampách o sklonu až 90 ‰ mohly ještě vézt až 10 tun zátěže, tedy dvounápravový osobní vůz. V roce 1934 byl oddíl první třídy přeměněn na zavazadlový, takže ve voze zůstalo 24 míst k sezení. Aby bylo k dispozici spojení v rámci Centrálních Alp, byla trať přes Oberalp během druhé světové války za peníze od spolkové vlády upravena pro celoroční provoz a celá železnice elektrifikována střídavou napájecí soustavou 11 kV 16,7 Hz (shodnou například s Rhétskou dráhou). Lokomotivní park byl nyní rozdělen na lokomotivy řady HGe 4/4 pro těžké vlaky a motorové vozy řady BCFeh 2/4 pro lehčí vlaky a zimní provoz. Benzinové vozy se již v pravidelném provozu nepoužívaly.

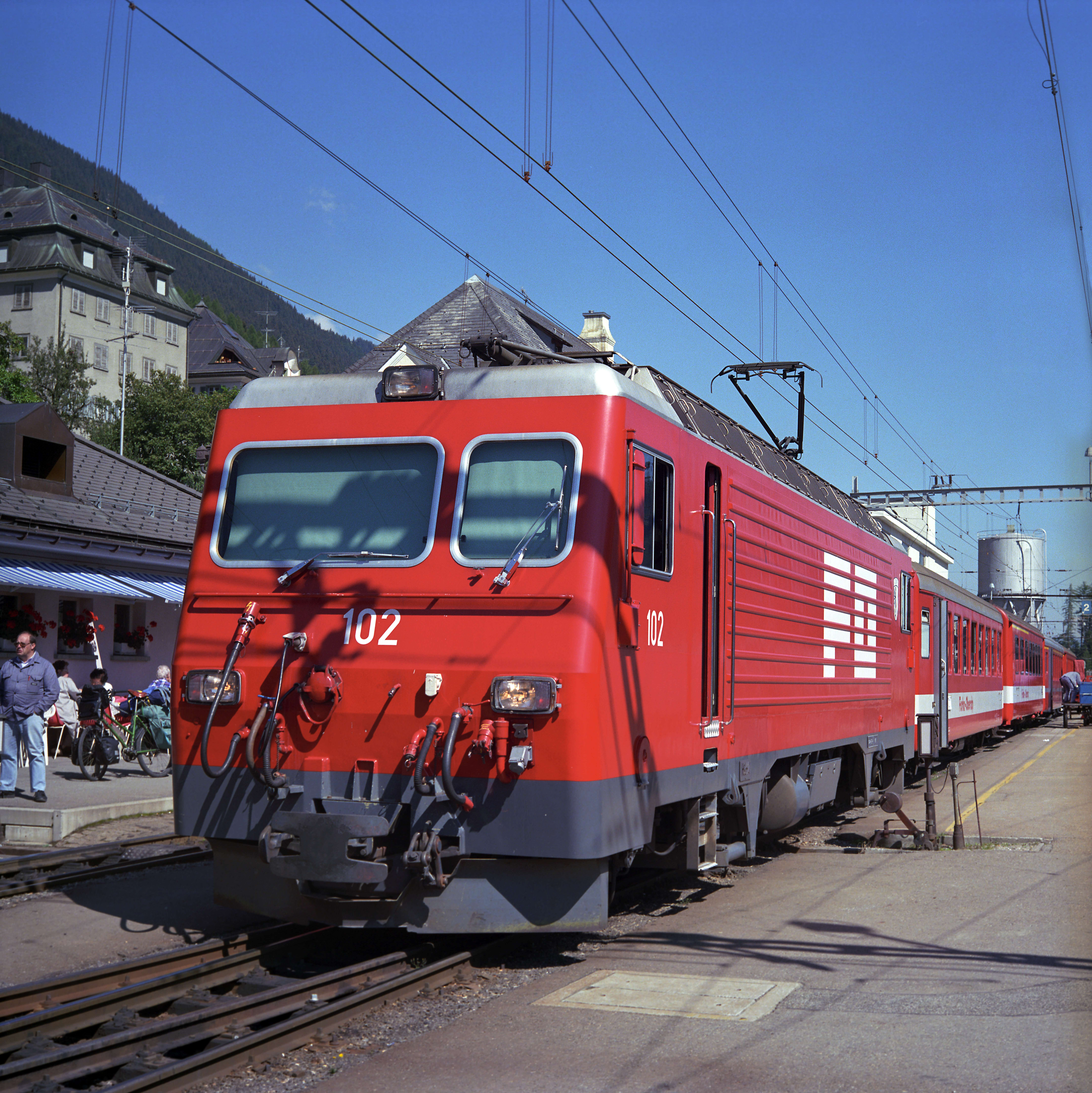
Moderní elektrická lokomotiva FO řady HGe 4/4 II

Po otevření trati Brig–Visp společností Brig-Visp-Zermatt-Bahn (BVZ) bylo možné zavést průjezdné vlaky, z nichž nejznámějším je Glacier Express. Kvůli koncové stanici Brig s metrovým rozchodem vlaky změnily směr; vzhledem k nutné výměně lokomotivy FO za lokomotivu BVZ a naopak nebyla úvrať větším problémem. Po fúzi FO a BVZ a založení MGB se ale stala provozní nutností průjezdná stanice namísto hlavové stanice. Přibližně 3,2 kilometru trati přes Naters bylo nahrazeno výjezdem ze stanice Brig na východ s novým mostem přes Rhônu. Napojení na starou trať bylo provedeno za mostem mezi Naters a Bitsch. Na podzim roku 2007 byla trať přes Naters uzavřena a přeměněna na cyklostezku a pěší zónu; nová trasa je o 600 metrů kratší.

### Popis trati
Železniční trať začíná ve stanici Brig v údolí Rhôny, kde se setkávají Simplonská a Lötschberská dráha. Po pravém břehu Rhôny se po jejím překročení krátce za obcí Brig pokračuje dále proti proudu severovýchodním směrem do obce Goms souběžně s hlavní silnicí č. 19, přičemž trasa zůstává na dně údolí až do obce Filet. Poté železniční trať přechází do svahu, u Betten opět mění stranu údolí a za Grengiols stoupá stejnojmenným šroubovitým tunelem, vybudovaným v severním údolním svahu, k rameni údolí nad řekou Rhônou, která je zde hluboko zaříznuta v údolí, zhruba až k Lax. Trasa pokračuje vpravo od řeky, obchází vesnici Fiesch, částečně po strmých svazích, než se v Bielu opět dostane na dno údolí. Velké náplavové kužely jsou nyní obcházeny a z Münsteru se po plochém dně vysokého údolí jede rovně do Oberwaldu. V tomto místě se dnes odděluje původní horská trať přes sedlo Furka. Více než 15 kilometrů dlouhým úpatním tunelem Furka pokračuje stávající trať do Realpu.
Z Realpu, východního výchozího bodu horské trati Furka, vede trať východním směrem plochým vysoko položeným údolím Urseren Furkareuss do Andermattu, kde se setkává s tratí Schöllenenbahn do Göschenenu. Souběžně s hlavní silnicí 19 stoupá železnice Furka-Oberalp v délce asi 4,5 kilometru na severovýchod v několika serpentinách po horském úbočí Stöckli do Nätschenu ve vysoko položeném údolí Oberalpreuss. Krátce poté je dosaženo vrcholu trasy, průsmyku Oberalp ve výšce 2 033 m. Nyní trasa klesá převážně po výrazně severním svahu a nadmořské výšce nad údolím Předního Rýna, v oblasti zvané Cadi, až do Disentisu, což představuje klesání o zhruba 900 výškových metrů na trase dlouhé 20 kilometrů. Zde trať končí a plynule na ni navazuje Surselvská dráha o stejném rozchodu i napájecí soustavě, provozovaná Rhétskou dráhou.

## Schöllenenská dráha
Ve stanici Andermatt odbočuje z hlavní tratě trať do stanice Göschenen, která je v převážné míře vybavena ozubnicí. Trať, známá jako Schöllenenbahn (Schöllenenská dráha, sloučena s FO v roce 1961), umožňuje přímé spojení na Gotthardskou dráhu, provozovanou Švýcarské spolkovými dráhami (SBB). Celá trasa v soutěsce je kryta lavinovými galeriemi a jen část tratě v okolí mostu Teufelsbrück je možno spatřit v záři denního světla. Kolem této části tratě lze sestoupit pěší túrou, která trvá cca 1–2 hodiny, po staré Gotthardské silnici a prohlédnout si nejenom drážní těleso, silnici, ale i pomník postavený v roce 1899 na paměť slavného tažení generála Suvorova v roce 1799 proti vojskům Napoleona. Stanice Göschenen leží u severního portálu Gotthardského železničního tunelu. Nad městečkem se nachází přehradní nádrž Göscheneralp, ležící na říčce Reuss, sloužící jako rezervoár pro elektrárnu v Göschenen, která je zapojena do energetického systému země.

## Úpatní tunel Furka

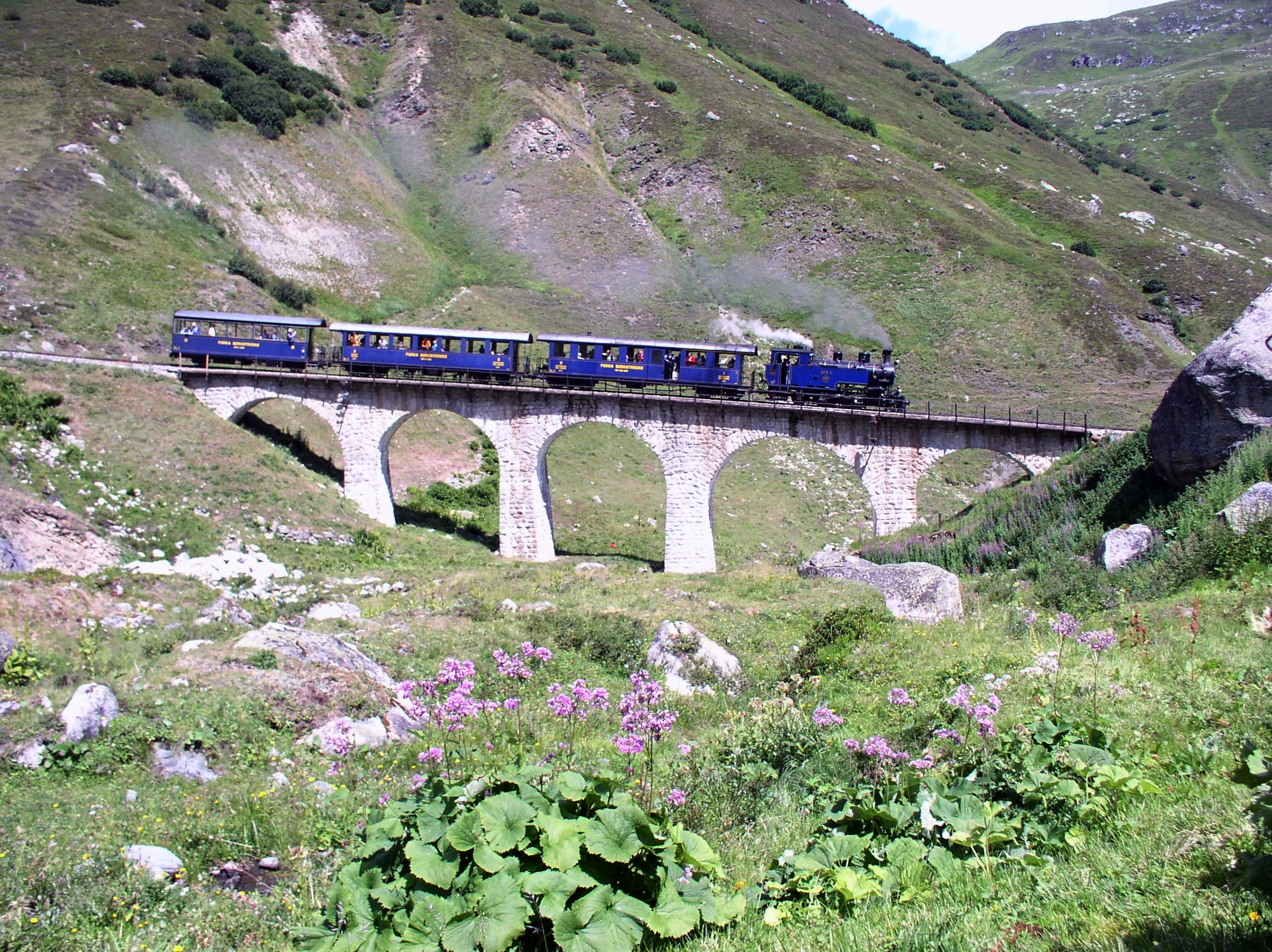
Parní vlak na historické trati Furka-Bergstrecke

Vzhledem k lavinové situaci nebyla trasa přes průsmyk Furka mezi Realpem a Oberwaldem, která vede i kolem Rhônského ledovce, v zimě bezpečná. Most Steffenbach mezi Realpem a Tiefenbachem byl každý podzim rozebrán a na jaře znovu postaven, aby byl chráněn před lavinami. Nucená výluka trati od října do května každoročně rozdělovala síť na dvě poloviny a práce před a po každé zimní výluce byly odpovídajícím způsobem nákladné a náročné na pracovní sílu. Již od poloviny 20. století se tak uvažovalo o výstavbě úpatního tunelu, který by obešel náročný úsek přes sedlo Furka a umožnil celoroční provoz.
Výstavba projektovaného úpatního tunelu Furka měla nahradit horskou trať zajistit bezpečné zimní spojení mezi kantony Uri a Wallis. Dne 11. října 1981 projel po původní horské trati, která byla z velké části vybavena ozubnicí, poslední osobní vlak a 26. června 1982 byl otevřen 15,381 km dlouhý úpatní tunel. Od této chvíle bylo možné FO provozovat v celé délce, a to i v zimě.
Původně plánovanému zrušení horské trati zabránili železniční nadšenci, kteří v roce 1983 založili Spolek Furka-Bergstrecke a v roce 1985 příspěvkovou organizaci Dampfbahn Furka-Bergstrecke AG (DFB). Od roku 1992 je na části horské trati opět možné jezdit parním vlakem. Od srpna 2010 je celá původní trať mezi Realpem a Oberwaldem opět otevřena pro turistický provoz. V letních měsících provozuje DFB pravidelné jízdy.

## Sloučení s BVZ

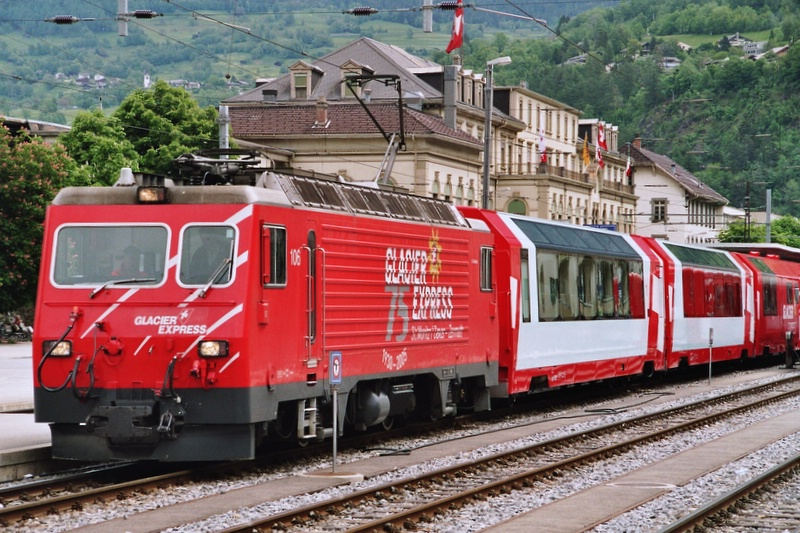
Glacier Express, již s vozidly MGB, ve stanici Brig

Od konce 20. století se spekulovalo o možném sloučení Furka-Oberalp-Bahn se sousední BVZ Zermatt-Bahn. Hlavními důvody byla vzájemná hluboká unifikace infrastruktury i vozového parku, motivovaná možností synergie a úspory nákladů na provoz obou drah. Valné hromady obou společností přijaly usnesení o sloučení v září 2002. Dne 23. ledna 2003 představenstvo oznámilo název nové společnosti – Matterhorn Gotthard Bahn. Nástupnická společnost vznikla počátkem léta 2003 sloučením BVZ a FO k 1. lednu 2003.

## Tunel Grimsel
Již během plánování základního tunelu Furka v 70. letech 20. století uvažovalo spolkové ministerstvo o propojení úzkorozchodných sítí Alp (BVZ, FO, RhB) a středního Švýcarska (Brünigbahn, Meiringen-Innertkirchen Bahn), ale vzhledem k enormnímu překročení nákladů na úpatní tunel Furka byl projekt zastaven. O desítky let později, v roce 2019, spolkové shromáždění nicméně rozhodlo o zahájení projektování tunelu Grimsel mezi Oberwaldem a Innertkirchenem. Kromě turistického ruchu bude sloužit také k ochraně krajiny, protože jím bude kromě železniční trati procházet také vedení vysokého napětí, které je ve stávající podobě vedeno přes Alpy pomocí více než stovky stožárů.